# Arquidiócesis de Doclea
La arquidiócesis de Doclea (en latín: Dioecesis Docleensis) fue una circunscripción eclesiástica de la Iglesia católica en Montenegro. Se trataba de una arquidiócesis latina, sede metropolitana de la provincia eclesiástica de Doclea. Fue suprimida probablemente en el siglo X y restaurada como arquidiócesis titular circa 1910 con el nombre de arquidiócesis de Doclea o Dioclea. Desde el 12 de diciembre de 1985 su arzobispo titular es Pier Luigi Celata.

## Territorio y organización

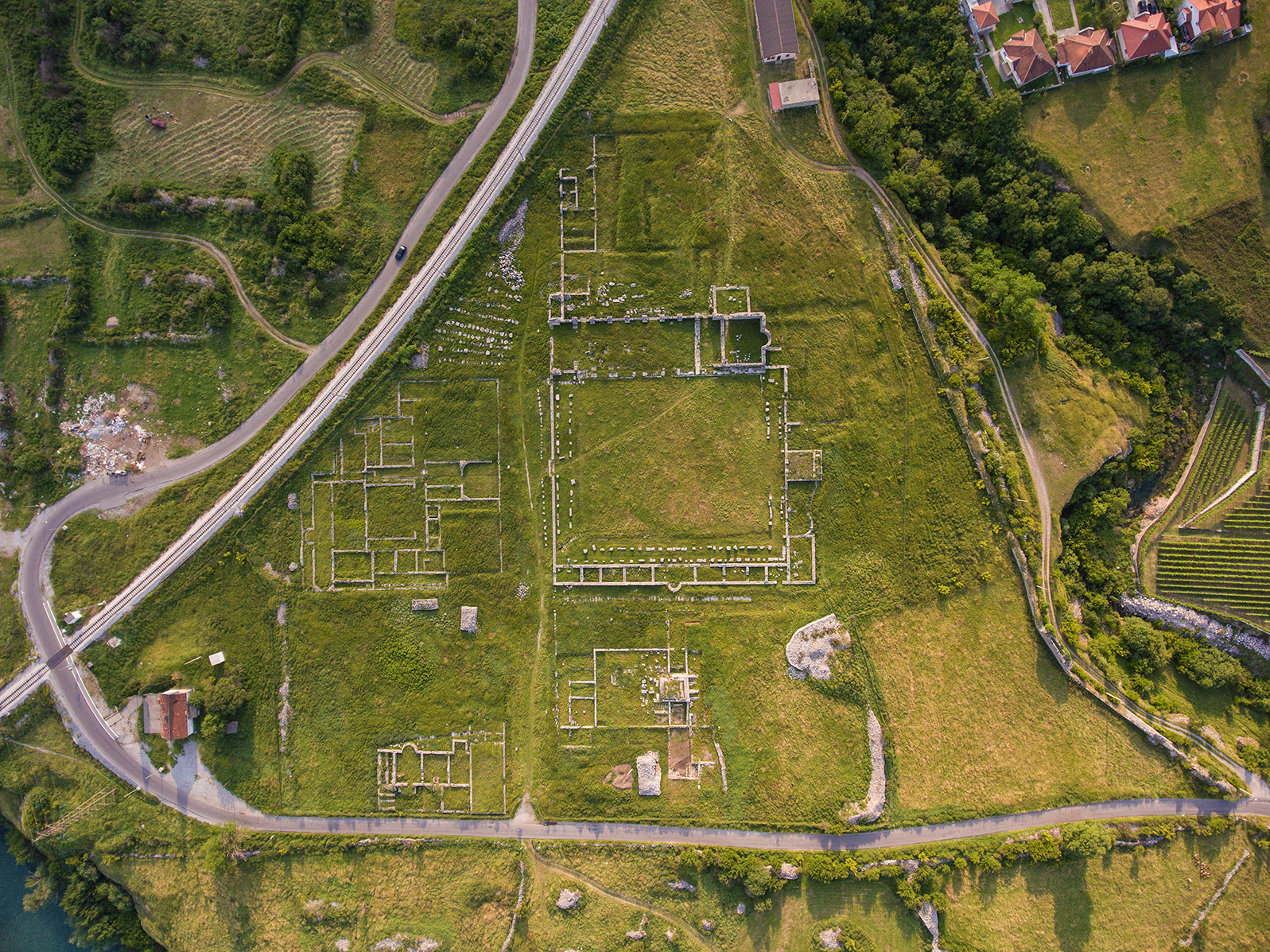
Ruinas de Doclea

La arquidiócesis extendía su jurisdicción sobre los fieles católicos de rito latino residentes en parte de la actual Montenegro en el área de la ciudad de Podgorica.
La sede de la arquidiócesis se encontraba en la ciudad de Doclea, actualmente sus ruinas son llamadas Duklja.

## Historia
Doclea (o Dioclea), cuyas ruinas se encuentran cerca de Podgorica en Montenegro, fue una de las capitales de la provincia romana de Praevalitana, establecida por el emperador Diocleciano en su reforma administrativa de 293 con la separación de la parte sur de la provincia de Dalmacia.
La cristianización de Praevalitana se atestigua por primera vez a principios del siglo IV mediante algunos hallazgos arqueológicos. Cabe destacar la llamada "copa de Podgorica", descubierta en 1870, una copa de vidrio con representaciones de episodios del Antiguo y el Nuevo Testamento.
Sin embargo, se desconoce el origen de la diócesis de Doclea, y sus pocos obispos conocidos suelen confundirse con los de Dioclea en la Frigia Pacaciana o con los de Diocleciana en Dardania. El primer obispo que Farlati asigna a esta diócesis es Evandro, quien participó en el Concilio de Calcedonia en 451; estudios recientes y los editores de la edición crítica de las actas conciliares asignan a este obispo, en cambio, a la diócesis de Dioclea en Frigia. Dos obispos de Doclea están documentados en el epistolario del papa Gregorio Magno: Pablo, depuesto por haber cometido crímenes, y su sucesor Nemesio, a quien el papa en 602 prescribió las penas canónicas previstas para la violencia cometida por el obispo.
Inicialmente, Doclea fue sufragánea de la arquidiócesis de Salona, pero posteriormente pasó a formar parte de la provincia eclesiástica de Scutari, como documentan las cartas del papa Gregorio Magno. De hecho, en el siglo VII la sede fue suprimida tras la destrucción causada por las invasiones de los ávaros y otras tribus eslavas.
Alrededor de 877, con ocasión del Sínodo de Dumno (synodus Delmitanus), la diócesis fue restaurada y elevada al rango de sede metropolitana de la Iglesia búlgara a expensas de la sede de Scutari. Según Farlati, 12 diócesis sufragáneas pertenecían a la provincia eclesiástica de Doclea: Antivari, Budva, Cattaro, Dulcigno, Suacia, Scutari, Drivasto, Pult, Serbia, Bosnia, Zachlumium y Trebinje. Solo se conoce un arzobispo de este período, Giovanni, que participó en un concilio celebrado en Spalato en 925. Sin embargo, dos años después, la ciudad fue destruida definitivamente y el obispo huyó a Ragusa en Dalmacia.
En aquella época, el territorio se disputaba, desde un punto de vista eclesiástico, entre la Iglesia de Roma, la Iglesia búlgara y el patriarcado de Constantinopla. De hecho, en una Notitia Episcopatuum del patriarcado, datada a finales del siglo X, también aparece la sede de Doclea, que, sin embargo, era sufragánea de la arquidiócesis griega de Durazzo. Esta indicación, sin embargo, parecería más teórica que real, ya que en el momento de la redacción de la Notitia, la arquidiócesis de Doclea ya no existía.
Durante el siglo XI se inició una larga controversia, que se prolongó hasta el siglo XIII, entre las sedes de Ragusa en Dalmacia y Antivari, ya que ambas reclamaban los derechos metropolitanos que habían pertenecido a Doclea. Los obispos de Antivari, para justificar sus supuestos derechos, se jactaron durante mucho tiempo del título de «obispos de Doclea», como aparece por primera vez en una carta del papa Alejandro II de 1067 dirigida a Pietro, arzobispo «Diocleensis atque Antibarensis ecclesiae». El título seguía siendo prerrogativa en 1199 de Giovanni «Diocleensi, archiepiscopus».

### Diócesis titular
Desde circa 1910 Doclea figura entre las sedes archiepiscopales titulares de la Iglesia católica como arquidiócesis de Doclea. Desde el 12 de diciembre de 1985 su arzobispo titular es Pier Luigi Celata, vicecamarlengo emérito de la Cámara Apostólica y ex secretario del Pontificio Consejo para el Diálogo Interreligioso.

## Episcopologio

### Obispos y arzobispos residenciales
- Evandro? † (mencionado en 451)
- Paolo † (mencionado en 590 circa)
- Nemesio † (mencionado en 602)
- Anónimo † (mencionado en 877 circa)
- Giovanni † (mencionado en 900 circa)

### Obispos titulares
- Carlo Bertuzzi † (10 de mayo de 1910[12]-4 de enero de 1914 falleció)
- Henri Doulcet, C.P. † (17 de marzo de 1914[12]-27 de julio de 1916 falleció)
- Pietro Fumasoni Biondi † (14 de noviembre de 1916[12]-13 de marzo de 1933 nombrado cardenal presbítero de Santa Cruz en Jerusalén)
- Paolo Marella † (15 de septiembre de 1933-31 de marzo de 1960 nombrado cardenal presbítero de San Andrés de las Malezas)
- Egano Righi-Lambertini † (9 de julio de 1960-30 de junio de 1979 nombrado cardenal diácono de San Juan Bosco en Via Tuscolana)
- Jozef Tomko † (12 de julio de 1979-25 de mayo de 1985 nombrado cardenal diácono de Jesús Buen Pastor en Montagnola)
- Pier Luigi Celata, desde el 12 de diciembre de 1985